# Штайнер, Адальберт
А́дальберт Шта́йнер (рум. и нем. Adalbert Steiner), также известный как Штайнер II (рум. и нем. Steiner II), в отличие от своего брата Рудольфа Штайнера; 24 января 1907, Тимишоара — 12 октября 1994) — румынский футболист, защитник, участник первого чемпионата мира по футболу в составе сборной Румынии.

## Биография
Играл за клубы «Униря» и «Кинезул» родного города Тимишоара. С 1926 года стал выступать за сборную страны. В 1929—1930 гг. принимал участие в матчах Балканского кубка. На чемпионате мира в Уругвае сыграл стартовый матч против сборной Перу. Этим матчем его карьера в национальной сборной завершилась.
| Матчи и голы Адальберта Штайнера за сборную Румынии | Матчи и голы Адальберта Штайнера за сборную Румынии | Матчи и голы Адальберта Штайнера за сборную Румынии | Матчи и голы Адальберта Штайнера за сборную Румынии | Матчи и голы Адальберта Штайнера за сборную Румынии | Матчи и голы Адальберта Штайнера за сборную Румынии | Матчи и голы Адальберта Штайнера за сборную Румынии |
| --------------------------------------------------- | --------------------------------------------------- | --------------------------------------------------- | --------------------------------------------------- | --------------------------------------------------- | --------------------------------------------------- | --------------------------------------------------- |
| №                                                   | Дата                                                | Место проведения                                    | Соперник                                            | Счёт                                                | Голы                                                | Турнир                                              |
| 1                                                   | 7 мая 1926                                          | Стамбул, Турция                                     | Турция                                              | 3:1                                                 | -                                                   | Товарищеский матч                                   |
| 2                                                   | 10 мая 1927                                         | Бухарест, Румыния                                   | Югославия                                           | 0:3                                                 | -                                                   | King Alexandru's Cup 1927                           |
| 3                                                   | 19 июня 1927                                        | Бухарест, Румыния                                   | Польша                                              | 3:3                                                 | -                                                   | Товарищеский матч                                   |
| 4                                                   | 15 апреля 1928                                      | Арад, Румыния                                       | Турция                                              | 4:2                                                 | -                                                   | Товарищеский матч                                   |
| 5                                                   | 21 апреля 1929                                      | Бухарест, Румыния                                   | Болгария                                            | 3:0                                                 | -                                                   | Товарищеский матч                                   |
| 6                                                   | 10 мая 1929                                         | Бухарест, Румыния                                   | Югославия                                           | 2:3                                                 | -                                                   | King Alexandru's Cup 1929                           |
| 7                                                   | 6 октября 1929                                      | Бухарест, Румыния                                   | Югославия                                           | 2:1                                                 | -                                                   | Балканский Кубок 1929-31                            |
| 8                                                   | 4 мая 1930                                          | Белград, Югославия                                  | Югославия                                           | 1:2                                                 | -                                                   | King Alexandru's Cup 1930                           |
| 9                                                   | 25 мая 1930                                         | Бухарест, Румыния                                   | Греция                                              | 8:1                                                 | -                                                   | Балканский Кубок 1929-31                            |
| 10                                                  | 14 июля 1930                                        | Монтевидео, Уругвай                                 | Перу                                                | 3:1                                                 | -                                                   | Чемпионат мира 1930                                 |

Итого: 10 матчей / 0 голов; 6 побед, 1 ничья, 3 поражения.